# Interkontinentala cupen
Interkontinentala cupen, Interkontinentalcupen eller Toyota Cup (Toyotacupen) var åren 1960–2004 en fotbollscup som spelades mellan Europas och Sydamerikas bästa klubbar.
Finallagen var vinnarna av Uefa Champions League (Europacupen fram till 1992) och den sydamerikanska Copa Libertadores.
Interkontinentala cupen har avgjorts på olika sätt:
- 1960–1979 i en hemma- och en bortamatch, där det bästa sammanlagda resultatet räknades
- 1980–2004 i en enda match som spelas i Japan
  - 1980–2000 på Tokyos Olympiastadion i Tokyo
  - 2001–2004 på International Stadium Yokohama i Yokohama

När Interkontinentala cupen kom till Japan sponsrades den av Toyota och fick då även namnet Toyota Cup.
Interkontinentala cupen skrotades och ersattes av Världsmästerskapet för klubblag 2005. Från 2017 är de vinnande lag i Intercontinental Cup officiella vem som är världsmästare från FIFA.

## Lista över mästare
- 1960 –  Real Madrid
- 1961 –  Peñarol
- 1962 –  Santos
- 1963 –  Santos
- 1964 –  Internazionale
- 1965 –  Internazionale
- 1966 –  Peñarol
- 1967 –  Racing Club
- 1968 –  Estudiantes
- 1969 –  Milan
- 1970 –  Feyenoord
- 1971 –  Nacional
- 1972 –  Ajax
- 1973 –  Independiente
- 1974 –  Atlético Madrid
- 1975 – Spelades ej
- 1976 –  Bayern München
- 1977 –  Boca Juniors
- 1978 – Spelades ej
- 1979 –  Olimpia
- 1980 –  Nacional
- 1981 –  Flamengo
- 1982 –  Peñarol
- 1983 –  Grêmio
- 1984 –  Independiente
- 1985 –  Juventus
- 1986 –  River Plate
- 1987 –  Porto
- 1988 –  Nacional
- 1989 –  Milan
- 1990 –  Milan
- 1991 –  Röda Stjärnan
- 1992 –  São Paulo
- 1993 –  São Paulo
- 1994 –  Vélez Sársfield
- 1995 –  Ajax
- 1996 –  Juventus
- 1997 –  Borussia Dortmund
- 1998 –  Real Madrid
- 1999 –  Manchester United
- 2000 –  Boca Juniors
- 2001 –  Bayern München
- 2002 –  Real Madrid
- 2003 –  Boca Juniors
- 2004 –  Porto

## Statistik
| Klubb             | Titlar | Upplagor         |
| ----------------- | ------ | ---------------- |
| Boca Juniors      | 3      | 1977, 2000, 2003 |
| Real Madrid       | 3      | 1960, 1998, 2002 |
| Milan             | 3      | 1969, 1989, 1990 |
| Nacional          | 3      | 1971, 1980, 1988 |
| Peñarol           | 3      | 1961, 1966, 1982 |
| Porto             | 2      | 1987, 2004       |
| Bayern München    | 2      | 1976, 2001       |
| Juventus          | 2      | 1985, 1996       |
| Ajax              | 2      | 1972, 1995       |
| São Paulo         | 2      | 1992, 1993       |
| Independiente     | 2      | 1973, 1984       |
| Internazionale    | 2      | 1964, 1965       |
| Santos            | 2      | 1962, 1963       |
| Manchester United | 1      | 1999             |
| Borussia Dortmund | 1      | 1997             |
| Vélez Sársfield   | 1      | 1994             |
| Röda stjärnan     | 1      | 1991             |
| River Plate       | 1      | 1986             |
| Grêmio            | 1      | 1983             |
| Flamengo          | 1      | 1981             |
| Olimpia           | 1      | 1979             |
| Atlético Madrid   | 1      | 1974             |
| Feyenoord         | 1      | 1970             |
| Estudiantes       | 1      | 1968             |
| Racing Club       | 1      | 1967             |

| Nation/liga   | Klubbar | Titlar | Upplagor                                             |
| ------------- | ------- | ------ | ---------------------------------------------------- |
| Argentina     | 6       | 8      | 1967, 1968, 1973, 1977, 1984, 1986, 1994, 2000, 2003 |
| Italien       | 3       | 7      | 1964, 1965, 1969, 1985, 1989, 1990, 1996             |
| Brasilien     | 6       | 6      | 1962, 1963, 1981, 1983, 1992, 1993                   |
| Uruguay       | 2       | 6      | 1961, 1966, 1971, 1980, 1982, 1988                   |
| Spanien       | 2       | 4      | 1960, 1974, 1998, 2002                               |
| Tyskland      | 2       | 3      | 1976, 1997, 2001                                     |
| Nederländerna | 2       | 3      | 1970, 1972, 1995                                     |
| Portugal      | 1       | 2      | 1987, 2004                                           |
| England       | 1       | 1      | 1999                                                 |
| Jugoslavien   | 1       | 1      | 1991                                                 |
| Paraguay      | 1       | 1      | 1979                                                 |

| Konfederation         | Klubbar | Nationer | Vinster |
| --------------------- | ------- | -------- | ------- |
| Conmebol (Sydamerika) | 13      | 4        | 22      |
| Uefa (Europa)         | 12      | 7        | 21      |

| - 1960 - 1961 - 1962 - 1963 - 1964 - 1965 - 1966 - 1967 - 1968 - 1969 | - 1970 - 1971 - 1972 - 1973 - 1974 - 1975 - 1976 - 1977 - 1978 - 1979 | - 1980 - 1981 - 1982 - 1983 - 1984 - 1985 - 1986 - 1987 - 1988 - 1989 | - 1990 - 1991 - 1992 - 1993 - 1994 - 1995 - 1996 - 1997 - 1998 - 1999 | - 2000 - 2001 - 2002 - 2003 - 2004 0 |

### Webbkällor
- Magnani, Loris; Stokkermans, Karel (30 april 2005). ”Intercontinental Club Cup”. RSSSF. Arkiverad från originalet den 29 oktober 2013. https://web.archive.org/web/20131029210021/http://rsssf.com/tablest/toyota.html. Läst 30 december 2013.